# Cayo Sandbore
Cayo Sandbore o Sandbore Caye es una isla muy pequeña a 80,5 km de la costa de Belice. Tiene un faro ocupado por un cuidador y su familia. Muy cerca se encuentra una isla más grande, el Cayo del Norte (Northern Caye). El faro construido en el año de 1904, tiene un plano focal de 25 m (82 pies).